# سیارک ۹۸۶۹
سیارک ۹۸۶۹ (به انگلیسی: 9869 Yadoumaru، نامگذاری:1992CD1) نه هزار و هشتصد و شصت و نهمین سیارک کشف شده‌است که در ۹ فوریه ۱۹۹۲ کشف شد.
قدر مطلق سیارک برابر ۲۵.۷ است.